# Alte Klosterkirche der Justizanstalt Stein

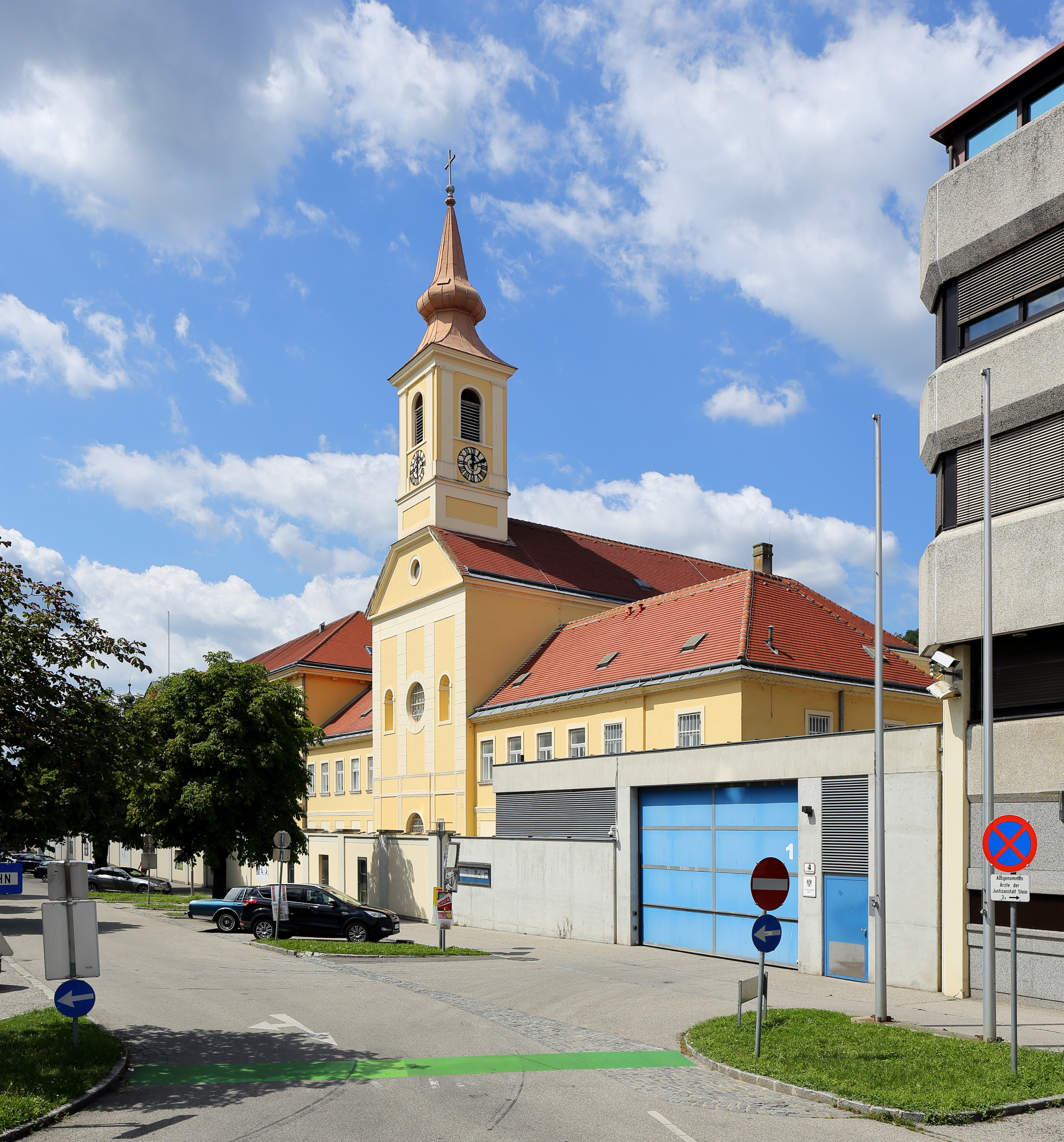
Kirche mit Strafanstalt

Die  alte (manchmal auch ehemalige) Klosterkirche der Justizanstalt Stein war im 19. Jahrhundert die Kirche des in Stein an der Donau bestehenden Klosters der Redemptoristinnen. Sie wurde im Zuge des Klosterbaues von 1839 bis 1843 errichtet.

## Historischer Hintergrund
Die Klosterkirche bildete den räumlichen und geistlichen Mittelpunkt dieser Ordensniederlassung. Die Ordensgemeinschaft der Redemptoristen wurde 1732 durch den späteren Bischof und nach seinem Tod heiliggesprochenen Alfonso Maria de Liguori in Scala an der Amalfiküste gegründet. 1749 wurde der Orden von Papst Benedikt XIV. anerkannt. 1784 trat Klemens Maria Hofbauer in den Orden ein. In der Zeit Kaiser Josephs II. konnten die Pläne Klemens Maria Hofbauers und anderer Redemptoristen, in Österreich Ordensniederlassungen zu gründen, nicht in die Tat umgesetzt werden, hat doch der Kaiser in seiner Regierungszeit rund 800 Klöster aufgelöst. Erfolgreich war aber die Gründung von Ordensniederlassungen in Konstanz, in Wollerau sowie in Joinville und Rom. Aus der in Warschau bestehenden Ordensniederlassung wurden die Redemptoristen 1808 auf Befehl Napoleons I. vertrieben. Anders verlief die Entwicklung des Ordens in Bayern, wo 1841 König Ludwig I. die Redemptoristen als Wallfahrtsseelsorger nach Altötting berief.

### Auflösung des Klosters
Eduard Kranners Buch „Krems – Antlitz einer Stadt“ beschreibt die Auflösung des Klosters: Schon am 17. März 1848 wurde die Nationalgarde in Krems aufgestellt, insgesamt über 800 Mann, in fünf Kompanien organisiert. In Stein wurde am 2. April 1848 eine eigene Nationalgarde ins Leben gerufen. Ihr gehörten 180 Mann an. Anstelle der abgezogenen Garnison hatten die Nationalgarden durch Patrouillengänge und Wache halten für die Sicherung der revolutionären Errungenschaften, wie z. B. Pressefreiheit, freie Meinungsäußerung, Volksbewaffnung in Form der Nationalgarde und andere, zu sorgen. Am 8. April tauchte von Wien kommend eine Schar tatendurstiger Revolutionäre in Krems auf und drangen am folgenden Tag in das Kloster der Redemptoristinnen ein, befahlen den neun anwesenden Ordensfrauen, ihre Habseligkeiten zu packen und das Kloster zu verlassen. Im nahe gelegenen Göttweigerhof mussten sie auf weitere Anweisungen warten. An der Klosterpforte wurde ein Zettel angebracht mit der Aufschrift „Nationaleigentum“. Da kein weiterer Befehl kam, versteckten sich die Klosterfrauen in der Stadt und suchten Aufnahme bei mildtätigen Bürgern.
Später gingen die Schwestern nach Eggenburg und gründeten dort eine neue Ordensgemeinschaft. Eine angebotene Rückkehr nach Stein lehnten sie ab.

### Justizanstalt
1850 erwarb der Staat das aufgelassene Kloster und ließ zur Entlastung des Wiener Gefängnisses auf dem Klostergelände und zugekauften Grundstücken ein Niederösterreichisches Provincialstrafhaus bauen. Als „Männer- und Weiberstrafanstalt“ wies es eine Kapazität von 150 Sträflingen auf. 1854 begannen weitere Ausbaumaßnahmen, so dass Ende 1858 Platz für 571 Sträflinge und 351 Zwänglinge (Arbeitshausinsassen) war. Am 25. Oktober 1855 wurde dem Orden der Töchter der christlichen Liebe vom hl. Vinzenz von Paul die Leitung und Verwaltung der Anstalt übertragen und lediglich ein Strafhausinspektor als staatliches Organ in derselben belassen. Am 1. Januar 1870 ging die Anstalt wieder in die reine Staatsverwaltung über und unterstand dem Justizministerium. Seither erfolgten zahlreiche Um- und Neubauten auf der 5,8 ha großen Liegenschaft, um den Strafvollzug humaner und zeitgemäß gestalten zu können. Die ehemalige Klosterkirche wurde umgebaut und jahrelang als Veranstaltungsraum für die Insassen (z. B. für Vorführungen von Filmen) genutzt. Im Jahr 1996 begannen auf Initiative des damaligen Anstaltsleiters Johann Hadrbolec die Arbeiten zur Wiederherstellung des Kirchengebäudes in den ursprünglichen Bauzustand als Kirche, und letztendlich wurde diese nach der Fertigstellung am 27. Januar 1998 durch den Diözesanbischof Kurt Krenn gesegnet und ihrer Bestimmung übergeben.

## Heutige Verwendung der Klosterkirche
Die ehemalige Klosterkirche wird nunmehr für diverse Veranstaltungen genutzt und ist in diesem Zusammenhang zum Teil auch der Öffentlichkeit zugänglich. Dadurch ist sie auch Bindeglied zwischen Gefängnis und Gesellschaft. Darüber hinaus soll auch an das kontemplative Wirken der Ordensschwestern und deren seelsorgerische Bemühen um die Betreuung von Häftlingen erinnern.